# Йоганн Лукас Шенлейн
Йоганн Лукас Шенлейн (нім. Johann Lukas Schönlein; 10 листопада 1793, Бамберг — 23 січня 1864, Бамберг) — німецький натураліст, лікар, паразитолог, дійсний член Німецької академії наук «Леопольдина» (1844), особистий лікар короля Фрідріха-Вільгельма IV.